# Polyscias mauritiana
Polyscias mauritiana é uma magnoliophyta da família Araliaceae e endémica em Maurícia.